# Дрібновузлове складання
Дрібновузлове складання або складання (комплект) CKD (з англ. Сomplete knock-down - «повністю розбірний») - технологія складання автомобілів, тракторів та іншої техніки, при якій транспортний засіб збирається з окремих деталей і складальних одиниць (вузлів), привезених від виробника (імпортовано), з виконанням в місці виробництва ряду технологічних операцій, наприклад: зварювання, фарбування, внутрішньої оброблення і ін. Окрім того, при CKD складанні деталі, вузли і підвузли можуть замовлятися у місцевих постачальників.
Технологія CKD - виробничий процес, в ході якого в тому числі виконуються операції зі зварювання і фарбування кузовів (повномасштабне виробництво);
Така технологія складання є загальноприйнятою практикою в галузі автомобілебудування, тракторів, сільськогосподарської техніки, автобусів, важких вантажівок та залізничних транспортних засобів, а також електроніки, меблів та інших виробів.
Дрібновузлове складання є альтернативою як перегону комплектних автомобілів, зібраних з вироблених в країні-виробнику вузлів і агрегатів, так і великовузловому складанню (SKD), при якому транспортний засіб повністю збирається з обмеженого числа великих вузлів і агрегатів, заздалегідь імпортованих виробником і (або) OEM -виробником.
Як і у випадку з великовузловим складанням, даний вид збирання орієнтований на обхід високих мит або акцизних зборів, як у експортерів, так і в імпортерів, а також на значне зниження транспортних витрат при імпорті повністю комплектних тракторів, автомобілів та іншої техніки. Вигода виробника полягає в зниженні фінансового навантаження у вигляді менших мит і акцизів за комплектуючі в порівнянні зі ставками зборів за готовий (комплектний) виріб, а також інших витрат, які на місці збирання техніки можуть бути нижче, ніж в країні-експортері (трудові ресурси, енергоресурси, оренда нерухомості, податки і т. д. і т. п.). Окрім того, можлива економія на логістиці і транспортних витратах (в тому числі зі страхування) при перевищенні певного рівня продажів транспортних засобів та іншої техніки на ринку країни-імпортера, коли імпорт CKD-комплектів стає рентабельніше, ніж імпорт комплектної продукції.